# Patriarchal-Exarchat Jerusalem
Das Patriarchal-Exarchat Jerusalem (lateinisch Hierosolymitanus) ist ein in den Palästinensischen Autonomiegebieten, Israel und Jordanien gelegenes Patriarchal-Exarchat der syrisch-katholischen Kirche mit Sitz in Jerusalem. Es umfasst drei Pfarreien: in Jerusalem (St. Thomas), Bethlehem (St. Joseph) und Amman (Mariä Empfängnis).

## Geschichte
Das Patriarchal-Vikariat Jerusalem wurde 1892 gegründet. Der Sitz des Patriarchal-Exarchen befand sich zunächst in der Nähe des Damaskustors in Jerusalem, bis er 1948 nach Bethlehem verlegt wurde. Im Jahr 1965 kam er nach Jerusalem zurück. Seit 1973 ist der Sitz des Patriarchal-Exarchen in der Chaldean Street, wo 1986 die Kirche St. Thomas, das angrenzende Foyer Saint Thomas und das Jugendzentrum gegründet wurden. 1991 wurde das Vikariat zum Exarchat erhoben.

## Patriarchal-Vikare von Jerusalem
- Moussa Sarkis (1892–?)
- Thomas Bahi (1904–?)
- Meiki Yacob (1923–?)
- Yohanna Mustekawi (1927–?)
- Ephrernm Haddad (1932–?)
- Yohanna Karoum (1948–?)
- Naoum Yacob (1959–?)
- Jacques Naoum (1972–1978)
- Grégoire Pierre Abdel-Ahad (1978–1991)

## Patriarchal-Exarchen von Jerusalem
- Grégoire Pierre Abdel-Ahad (1991–2000)
- Grégoire Pierre Melki (2002–2020)
- Camil Afram Antoine Semaan (seit 2020)